# プリンシパル＝エージェント理論
プリンシパル＝エージェント関係（－かんけい、principal-agent relationship）とは、行為主体Aが、自らの利益のための労務の実施を、他の行為主体Bに委任すること。このとき、行為主体Aをプリンシパル（principal、依頼人、本人）、行為主体Bをエージェント（agent、代理人） と呼ぶ。
エージェンシー・スラック（agency slack）とは、エージェントが、プリンシパルの利益のために委任されているにもかかわらず、プリンシパルの利益に反してエージェント自身の利益を優先した行動をとってしまうこと。エージェンシー問題（－もんだい、agency problem）とは、プリンシパル＝エージェント関係においてエージェンシー・スラックが生じてしまう問題のこと。
プリンシパル＝エージェント理論（－りろん、principal-agent theory）とは、経済学においては、プリンシパルがエージェンシー・スラックを回避するために、どのようなインセンティブ（誘因）をエージェントに与えれば良いのかについて、主として報酬を対象に考察する研究のこと。また、政治学においては、主として、プリンシパル＝エージェント関係にありながらプリンシパルの利益に沿ってエージェントが行動している政治現象を、エージェントに対するインセンティブや監視の形態などから説明するアプローチのこと。

## 経済学におけるプリンシパル＝エージェント理論
経済学（特にミクロ経済学、ゲーム理論、コーポレート・ガバナンス）で考察の対象となるプリンシパル＝エージェント関係としては、株主（プリンシパル）と経営者（エージェント）、経営者（プリンシパル）と労働者（エージェント）などが挙げられる。

### エージェンシー・スラック
プリンシパル＝エージェント関係において、エージェントが誠実に職務を遂行しているか否かを逐一監視するには、プリンシパルは多大な労力を払わねばならない。特にプリンシパルが多くのエージェントに多くの業務を委任すれば、十分な監視がより困難になるため、エージェンシー・スラックによる利潤減少やエージェンシー・スラックを防止するための監視コストなどのエージェンシー費用が生じてしまう。また、弁護士や会計士などの専門家に対して専門的な業務を委任する場合は、たとえプリンシパルがエージェントを監視できたとしても、エージェントの行動の適否をプリンシパルが判断するのは非常に困難である。このように、エージェンシー・スラックは情報の非対称性に起因するモラル・ハザードの一種であり、市場の失敗の一例である。
建設工事請負契約等日本の請負契約の現場においては、信義則が「エージェントが誠実に職務を遂行することを保証し、エージェンシー・スラックが存在しないことを担保する原則」として扱われている。

### 例：経営者と労働者
経営者が労働者を雇って新しい事業を始めようとしている。この事業の成否は、労働者が努力するか否かに依存するとする。
- 新しく雇った労働者が事業成功に努力した場合、80%の確率で事業は成功し、この事業から得られる収益は5000となる。
- 新しく雇った労働者が事業成功に努力した場合、20%の確率で事業は失敗し、この事業から得られる収益は2000となる。
- 新しく雇った労働者が事業成功への努力を怠った場合、100%の確率で事業に失敗し、この事業から得られる収益は2000となる。
- 労働者が雇えずに事業を実施できなかった場合、この事業から収益は得られない（収益は0となる）。
- 労働者が事業成功に努力しているか否かを経営者は観察することができない。

また、労働者は次の条件の下で、この事業に従事するか否かを決定する。
- この事業に従事して、事業成功に努力するには、400の労力を要する。
- この事業に従事するものの、努力を怠れば、200の労力で済む。
- この事業に従事せずに他の仕事に従事すれば、賃金と労力の差し引きで300の利得が得られる。

なお、経営者も労働者もリスク中立的であるとする。

#### 固定賃金の場合
まず、経営者が固定賃金w（ただしw≧0）を提示して従業員を募ったとする。このときの経営者と労働者の利得は以下のようになる。
| 労働者が求人に応じる否か | 労働者が努力するか否か | 事業の成否             | 経営者の利得 | 労働者の利得 |
| ------------------------ | ---------------------- | ---------------------- | ------------ | ------------ |
| 労働者が求人に応じる     | 労働者が努力する       | 80%の確率で成功        | 5000-w       | w-400        |
| 労働者が求人に応じる     | 労働者が努力する       | 20%の確率で失敗        | 2000-w       | w-400        |
| 労働者が求人に応じる     | 労働者が努力を怠る     | 100%の確率で失敗       | 2000-w       | w-200        |
| 労働者が求人に応じない   | 労働者が求人に応じない | 労働者が求人に応じない | 0            | 300          |

労働者がこの事業に従事する場合、労働者の利得はw-400＜w-200であるから、固定賃金wがいくらであれ、事業成功への努力を怠るのが労働者にとっての最適行動である。ただし、労働者がこの事業に従事するには、労働者の利得が、他の仕事に従事したときの利得以上である必要がある（参加条件）。これは
w-200≧300
w≧500
の不等式で表現される。よって、固定賃金500を提示して
2000-500＝1500
の利得を得るのが、経営者にとっての最適行動である。

#### インセンティブ契約の場合
次に、経営者が、固定賃金wに加えて、事業が成功した場合にボーナスb（ただしb≧0）を支払うインセンティブ契約を提示して従業員を募ったとする。このときの経営者と労働者の利得は以下のようになる。
| 労働者が求人に応じるか否か | 労働者が努力するか否か | 事業の成否             | 経営者の利得 | 労働者の利得 |
| -------------------------- | ---------------------- | ---------------------- | ------------ | ------------ |
| 労働者が求人に応じる       | 労働者が努力する       | 80%の確率で成功        | 5000-w-b     | w＋b-400     |
| 労働者が求人に応じる       | 労働者が努力する       | 20%の確率で失敗        | 2000-w       | w-400        |
| 労働者が求人に応じる       | 労働者が努力を怠る     | 100%の確率で失敗       | 2000-w       | w-200        |
| 労働者が求人に応じない     | 労働者が求人に応じない | 労働者が求人に応じない | 0            | 300          |

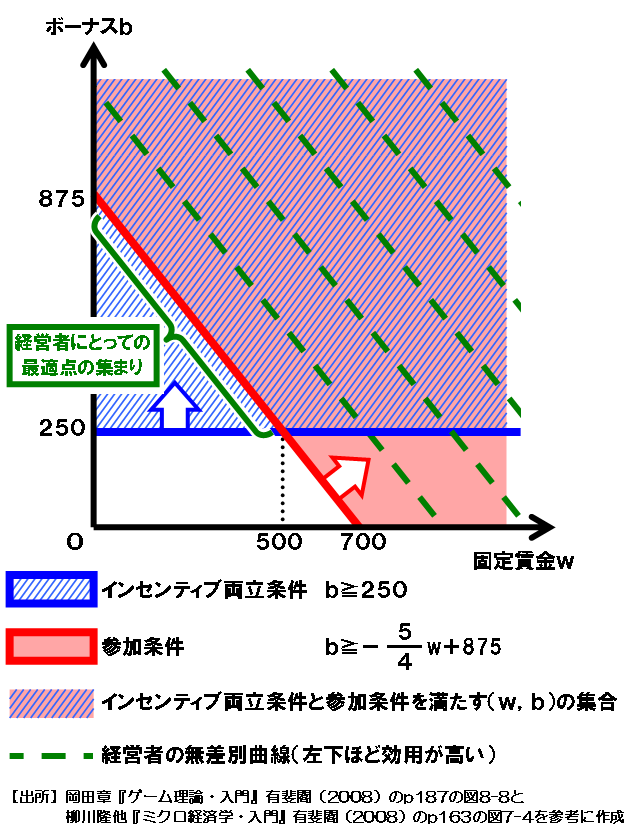
インセンティブ両立条件と参加条件

労働者がこの事業に従事し、かつ事業成功に向けて努力する場合、労働者の期待利得{\displaystyle E_{RA}}は
{\displaystyle E_{RA}}＝（w＋b-400）×0.8＋（w-400）×0.2＝w＋{\displaystyle {\tfrac {4}{5}}}b-400
となる。ただし、労働者がこの事業に従事する場合、労働者が事業成功に向けて努力するには、上記の期待利得が、努力を怠ったときの利得以上である必要がある（インセンティブ両立条件）。これは
w＋{\displaystyle {\tfrac {4}{5}}}b-400≧w-200
b≧250
の不等式で表現される。さらに、事業成功に向けて努力することを前提とした場合、労働者がこの事業に従事するには、上記の期待利得が、他の仕事に従事したときの利得以上である必要がある（参加条件）。これは
w＋{\displaystyle {\tfrac {4}{5}}}b-400≧300
b≧－{\displaystyle {\tfrac {5}{4}}}w＋875
の不等式で表現される。これを図示すると右図のようになる。
ここで、経営者の期待利得{\displaystyle E_{RP}}は
{\displaystyle E_{RP}}＝（5000-w-b）×0.8＋（2000-w）×0.2＝4400-w－{\displaystyle {\tfrac {4}{5}}}b
であり、経営者の無差別曲線は
b＝－{\displaystyle {\tfrac {5}{4}}}w＋（5500－{\displaystyle {\tfrac {5}{4}}}{\displaystyle E_{RP}}）
となる。この無差別曲線は、左下のもの（縦軸の切片の値が小さいもの）ほど経営者の期待効用が高い。よって、インセンティブ両立条件と参加条件を満たしつつ経営者の期待利得を最大化する最適な（w,b）の組合せは、点（0,875）と点（500,250）を結ぶ線分となる。

#### 比較
上記の例では、
- 固定賃金の場合、経営者の利得は1500
- インセンティブ契約の場合、経営者の期待利得は3700

となる。たとえ労働者が事業成功に努力しているか否かを経営者が観察できないとしても、事業の成否に連動したインセンティブ契約を結ぶことによって、経営者は労働者に努力を促すことができる。

## 政治学におけるプリンシパル＝エージェント理論
政治学（特に合理的選択理論）で分析の対象となるプリンシパル＝エージェント関係としては、政治家（プリンシパル）と官僚（エージェント）、議院内閣制における与党議員（プリンシパル）と内閣（エージェント）、首相または大統領（プリンシパル）と閣僚（エージェント）などが挙げられる。

### 例：政治家と官僚

#### 官僚によるエージェンシー・スラック
現代の民主政治では議会が立法権を掌握する場合が多い。ただし、政治家自らが法案を起草するよりも官僚に委ねた方が、立法作業にかかる多大な労力を官僚に肩代わりさせるという意味で、政治家にとっては合理的である。しかし、政策課題の問題状況、既存の政策の実施状況、新しい政策と法案を立案する上での専門知識などについて、官僚（エージェント）は政治家（プリンシパル）よりも情報優位者である。よって、情報の非対称性を利用して、官僚が政治家の選好から逸脱した法案を作成し政策を実施してしまう可能性がある。
また、特に政官関係の場合、たとえば首相（または大統領）と担当大臣と与党の間で意見の違いがあるなど、誰が「プリンシパル」なのか、官僚は誰の意見に従えば良いのかが一義的に明らかだとは限らない。これを行政学では行政責任のジレンマ状況と呼んでいる。このような状況では、官僚が「プリンシパルの意見」を都合良く解釈し行動してしまう危険性がますます増大する。
以上のように、政治家に代わって官僚が法案を作成していたとしても、官僚が政治家の政策選好に忠実に従っているのか（政党優位論）、官僚が勝手に行動しているのか（官僚優位論）を一概に断定することはできない。

#### 予測的対応の可能性
これらの問題のうち、情報の非対称性に関しては、マシュー・マカビンズとトマス・シュワルツが、政治家による官僚に対する監視の形態をパトロール型（police patrol）と火災報知器型（fire alarm）に分けて論じている。確かに官僚の行動を逐一監視する「パトロール型」では、政治家は多大な労力を払わねばならない。しかし、官僚の逸脱行為に関する情報が提供されたときに政治家が対処する「火災報知器型」であれば、政治家は監視の労力をかなり低減することができる。
また、カール・J・フリードリッヒは、民主主義における政治家と官僚のプリンシパル＝エージェント関係は、議会の権威を官僚が承認しているからこそ、官僚は議会の意向に沿って法案を作成しているし（予測的対応、anticipated reaction）、そうして作成された法案を議会も承認している、という観点から把握するべきだと論じている。

#### 日本の政官関係
たとえばJ・マーク・ラムザイヤーとフランシス・ローゼンブルースは、日本の政官関係について、以下の手段を通じて政治家は官僚を有効に統制していると論じた。
- 官僚が作成した法案に対する拒否権
  - 官僚が作成した法案は、与党の政務調査会などで事前審査に付される。もし官僚が与党の政策選好に反する法案を作成したとしても、与党はその法案を事前審査で了承しない[10]。このため、予測的対応により、そもそも官僚は与党の政策選好の範囲内でしか法案を作成しない。
  - 戦後の日本政治は、議院内閣制の下で自民党の一党優位体制が安定していたため、行政責任のジレンマはほとんど問題とならなかった。
- 官僚の人事への介入
  - 官僚の在任中の人事に政治家が介入することは多くないが、その昇進を阻むことで、政治家の政策選好に従わない官僚に制裁を加えることができる[11]。
  - 官僚の在任中の給与は相対的に安価であるが、退職後の天下り先での高額な給与や退職金によって埋め合わせることができる。しかし、政治家は官僚の天下りに対しても横槍を入れることが可能である。よって、天下りは前述のインセンティブ契約に似た機能を発揮する。
- 「火災報知器型」の監視
  - 有権者や利益団体からの陳情から、官僚の逸脱行為を把握する。
  - 将来、与党議員へ転身することを考えている官僚に、自分の省庁の逸脱行為を密告させる。
  - 省庁間の競争関係を利用して、ある省庁の逸脱行為に関する情報を他の省庁から入手する。